# Ctenanthe amabilis
Ctenanthe amabilis là một loài thực vật có hoa trong họ Marantaceae. Loài này được (E.Morren) H.A.Kenn. & Nicolson mô tả khoa học đầu tiên năm 1987.